# La Volte des vertugadins
La Volte des vertugadins est un roman de Robert Merle, paru en 1991, qui appartient à la série historique Fortune de France. Pierre de Siorac cède dans ce tome la parole à Pierre-Emmanuel, le fils illégitime qu'il a avec la duchesse de Guise. Ce roman nous raconte la jeunesse de Pierre-Emmanuel, sa découverte de la cour du roi Henri IV (son cousin « de la main gauche ») et les femmes. Il entre au service du roi, comme son père, et est le compagnon de jeu du dauphin, le futur Louis XIII.

## Livre audio
- Robert Merle, La Volte des vertugadins, Paris, Livraphone, 19 novembre 2008 (EAN 3358950001620, BNF 41380395)Série Fortune de France, tome VII ; texte intégral ; narrateur : Alain Lawrence ; support : deux disques compacts audio MP3 ; durée : 20 h 32 environ ; référence éditeur : Livraphone LIV 509M.
- Les volumes 8 à 13 de la série Fortune de France n'ont jamais été édités sous forme de livres audio.